# Bătăliile de la Rjev

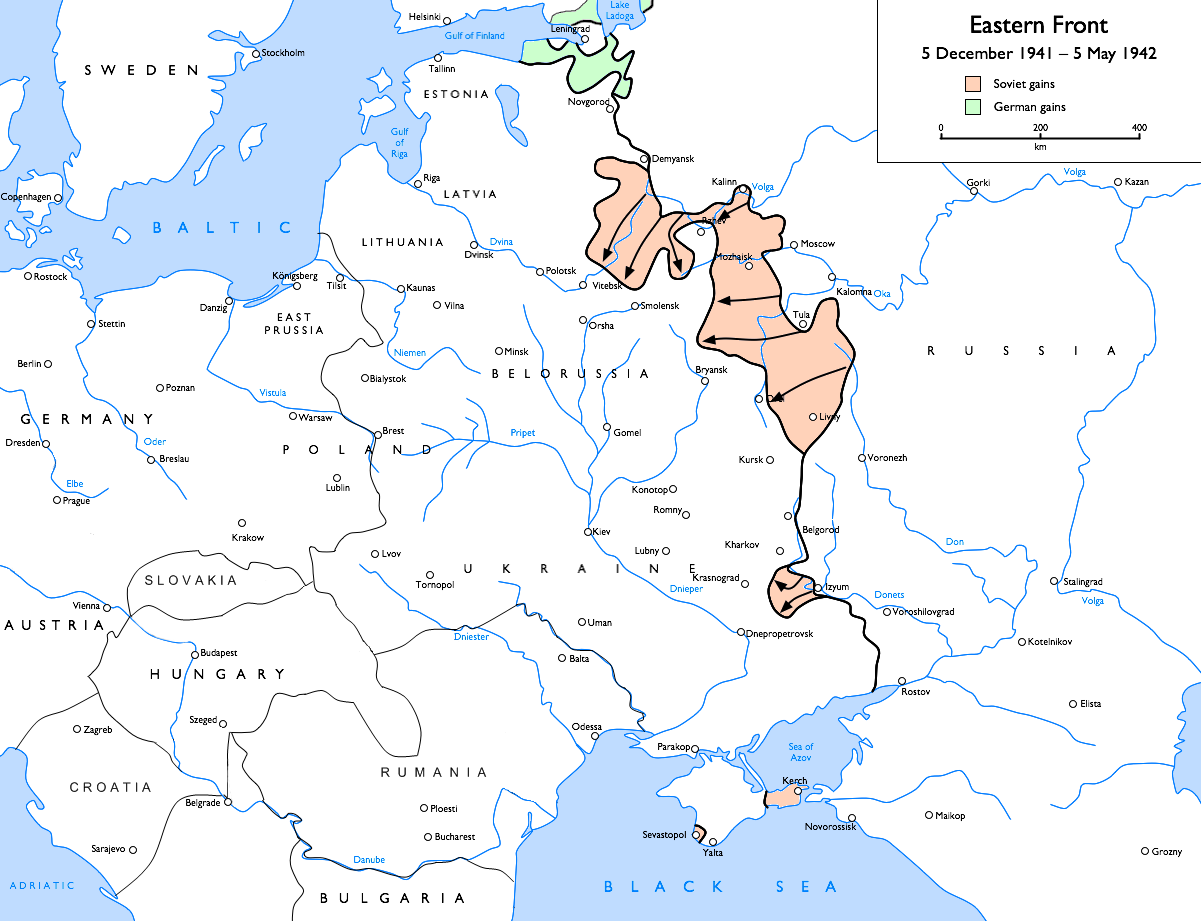
formarea pungii de la Rjev în iarna 1941-1942.

Bătăliile de la Rjev (Ржевская битва) este termenul general prin care este denumită o serie de ofensive sovietice din timpul celui de-al Doilea Război Mondial, care au fost lansate între 8 ianuarie 1942—22 martie 1943 pe direcția generală a orașelor Rjev, Sicevka și Viazma împotriva pungii germane din apropierea orașului Moscova. Seria de bătălii a mai fost numită "mașina de tocat carne de la Rjev" ("Ржевская мясорубка") datorită numărului uriaș de victime din timpul luptelor. 
Această parte a luptelor de pe frontul de răsărit din timpul a ceea ce istoriografia sovietică a denumit Marele Război Patriotic este foarte puțin acoperită de cercetarea științifică atât în perioada sovietică cât și în zilele noastre. Unele progrese au apărut după prăbușirea Uniunii Sovietice și desecretizarea anumitor arhive. Datele exacte ale bătăliilor, pregătirile, luptele propriu-zise, urmările și pierderile suferite de combatanți nu sunt încă total clarificate. 
Principalele operațiuni care au fost identificate sunt:
- prima ofensivă Rjev-Viazma;
- prima ofensivă Rjev-Sicevka;
- a doua ofensivă Rjev-Sicevka cunoscută și cu numele de cod "Operațiunea Marte" și
- a doua ofensivă Rjev-Viazma.

## Luptele
În timpul contraofensivei de iarnă din 1941 și a primei ofensive Rjev-Viazma din ianuarie-aprilie 1942, forțele germane au fost împinse spre vest din fața Moscovei. Ca rezultat, a fost format o pungă de-a lungul liniei frontului pe direcția capitalei sovietice, care a devenit cunoscută sub numele de "punga Rjev-Viazma". Această pungă era extrem de importantă din punct de vedere strategic pentru Grupul de Armate Centru datorită amenințării care o reprezenta pentru Moscova, din acest motiv zona fiind foste puternic fortificată și apărată de germani. 

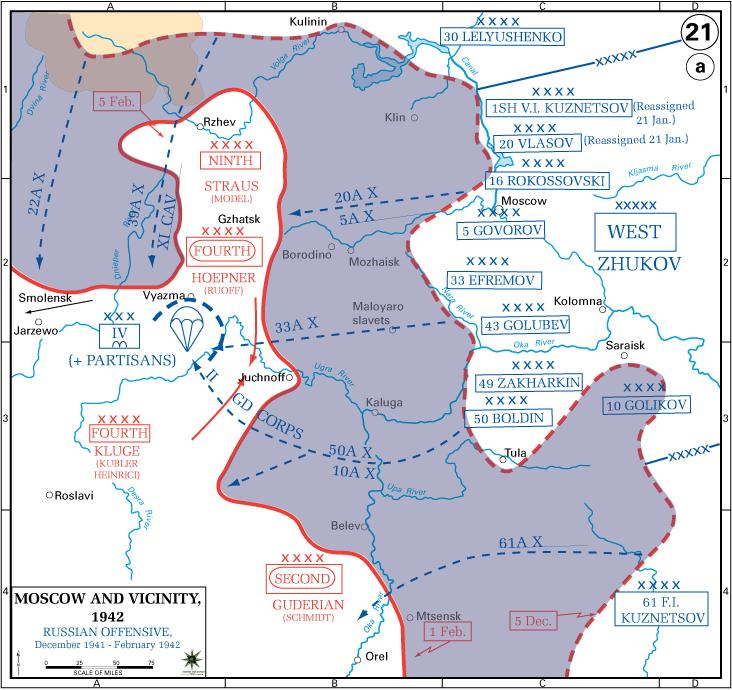

Forțele sovietice de-a lungul Frontului Kalinin și a Frontului  Vestic au penetrat liniile defensive germane la vest de Rjev în ianuarie, dar, datorită problemelor cu aprovizionarea, Armatele sovietice a 22-a, a 29-a și a 39-a au fost încercuite. Pentru a elimina amenințarea sovietică din spatele Armatei a 9-a germane, a fost declanșată pe 2 iulie "Operațiunea Seydlitz". Operațiunea germană s-a încheiat pe 12 iulie cu eliminarea tuturor forțelor sovietic prinse în încercuire. 
Între iulie și octombrie, forțele sovietice au făcut mai multe tentative de spargere a liniilor germane, care au eșuat în cele din urmă. Linia frontului de jur-împrejurul orașului Rjev s-a apropiat de oraș și a micșorat în oarecare măsură dimensiunile pungii. În această perioadă, orașul Subzov a fost eliberat de Armat Roșie. 
Ofensiva Rjev-Sicevka din noiembrie-decembrie 1942, cunoscută cu numele de cod "Operațiunea Marte", a fost cel puțin la fel de sângeroasă ca prima ofensivă din regiune și a fost de asemenea un eșec, dar sovieticii au reușit să împiedice trimiterea forțelor germane atacate în sprijinul Armatei a 6-a, care lupta să se salveze de la Stalingrad. 
Până în cele din urmă, datorită cursului general al războiului, Hitler a ordonat forțelor germane să evacueze punga în martie 1943 în timpul "Operațiunii Buffel". Retragerea germană din zona Rjev s-a transformat în scurtă vreme într-o luptă de urmărire a Wehrmacht-ului de către Armata Roșie. 

## Pierderi
Numărul celor căzuți în timpul seriei de bătălii de la Rjev nu este clar, dar pierderile totale sovietice sunt estimate la 500.000 – 1.000.000 de oameni, iar cele germane la 300.000 – 450.000. 